# 默里斯科納 (紐約州)
默里斯科納（英語：Murrays Corner）是位於美國紐約州伊利縣的非建制地區。

## 地理
默里斯科納所處的海拔為高於海平面249米（即817英呎），而該地所採用的時區為UTC-5，即北美东部时区（EST）。同時該地設有夏令時間，為UTC-5調快一小時，即UTC-4（EDT）。